# بازار سراج‌ها
بازار سراجها مربوط به سدهٔ ۸ ه.ق است و در یزد، خیابان قیام، نیمه جنوبی بازار واقع شده و این اثر در تاریخ ۹ اردیبهشت ۱۳۸۲ با شمارهٔ ثبت ۸۵۲۵ به‌عنوان یکی از آثار ملی ایران به ثبت رسیده است.